# Du Fu
Du Fu o Tu Fu (in caratteri cinesi: 杜甫S, Dù FǔP, Tu⁴ Fu³W; Gongyi, 12 febbraio 712 – Hunan, 770) è stato un poeta cinese, della dinastia Tang.
È conosciuto anche come Dù Shàolíng (杜少陵) o Dù Gōngbù (杜工部). Il suo nome di cortesia era Zǐ Měi (子美).
Con Li Bai (李白 Lǐ Bái), è frequentemente denominato come il più grande poeta cinese. La sua maggiore ambizione era migliorare il suo paese diventando un funzionario civile di successo, ma fu sovrastato dalla situazione: la sua vita, come il Paese intero, fu devastata dalla Ribellione di An Lushan del 755, e gli ultimi quindici anni per lui furono un periodo di costante attività.
Sebbene fosse stato inizialmente impopolare, i suoi lavori influenzarono fortemente la cultura cinese e giapponese. Della sua produzione poetica, circa 1 500 poesie si son conservate nel corso dei secoli. Fu denominato il "Poeta Storiografo" o il "Poeta Saggio" (詩聖 Shī Shèng) dai critici cinesi, mentre la sua opera letteraria gli permise di essere presentato ai lettori occidentali come «il Virgilio, l'Orazio, lo Shakespeare, il Milton, il Burns, il Wordsworth, il Béranger, l'Hugo o il Baudelaire cinese».
Trentanove delle sue poesie sono state inserite nell'antologia Trecento poesie Tang, stilata nel 1763 da Sun Zhu (孫洙).

## Biografia

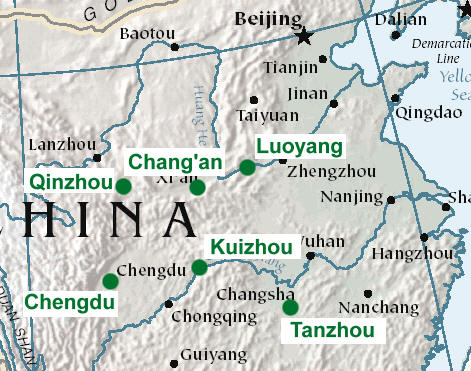
La Cina di Du Fu

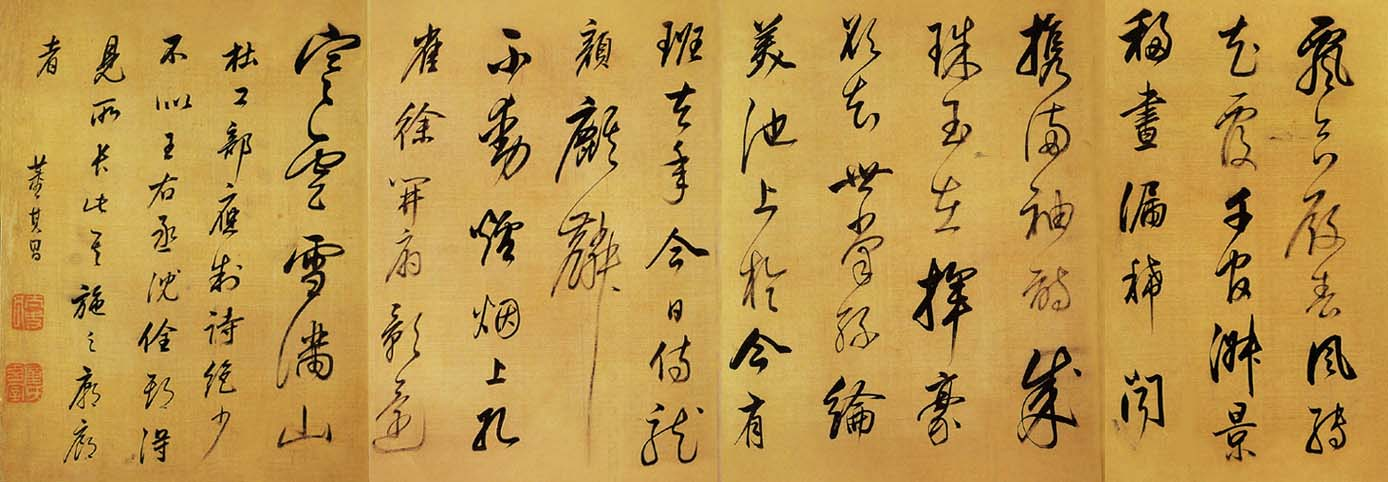
Una copia del poema di Du Fu "Zui Ge Xing" di Dong Qichang

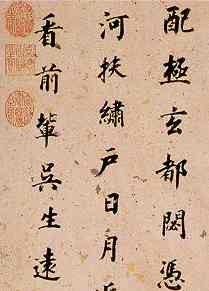
Parte del poema di Du Fu "Visitando il tempio di Laozi", come scritto dal calligrafo del XVI secolo

Tradizionalmente la critica letteraria cinese ha enfatizzato fortemente la conoscenza della biografia degli autori per l'interpretazione della loro opera, una pratica che Watson attribuisce agli «stretti legami che il pensiero tradizionale cinese pone tra arte e moralità» (p. xvii). Questo diventa di ancor maggiore importanza nel caso di uno scrittore quale Du Fu, nei cui poemi la moralità e la storia sono così rilevanti. Un'altra ragione, identificata dallo storico cinese William Hung, è che i poemi cinesi sono tipicamente estremamente concisi e omettono fattori circostanziali che possono essere importanti, ma che possono essere ricostruiti da un contemporaneo. Per i lettori occidentali, invece, «con minor accuratezza si conosce il periodo, il luogo e le circostanze sullo sfondo, più siamo capaci di immaginarli in maniera scorretta, e il risultato sarà che potremo travisare il significato del poema o non comprenderlo del tutto». Stephen Owen aggiunge un terzo fattore particolare a Du Fu, affermando che la varietà della sua poesia richiedesse la valutazione della sua vita intera, piuttosto che le categorizzazioni "riduttive" usate per poeti meno eclettici.

### Primi anni
Gran parte delle notizie riguardo alla vita di Du Fu provengono dalle sue stesse poesie.
Come molti altri poeti cinesi, nacque in una famiglia nobile (che si dichiarava discendere dall'imperatore Yao) caduta in relativa povertà (sebbene Hung stimi che il reddito familiare fosse ancora undici volte quello di una famiglia media). Nacque nel 712, in vicinanza di Luoyang, nella provincia dello Henan (probabilmente nella campagna di Gong). Successivamente si considerò appartenente alla capitale Chang'an, casa natale della sua famiglia.
La madre di Du Fu morì subito dopo la nascita del futuro poeta, che fu cresciuto anche dalla zia. Aveva un fratello maggiore, che morì in tenera età. Inoltre, aveva tre fratellastri e una sorellastra, a cui si riferisce frequentemente nelle sue poesie, sebbene non menzioni mai la sua matrigna.
Come figlio di un funzionario-letterato di importanza secondaria, durante l'infanzia studiò per divenire un futuro funzionario civile, attraverso lo studio e la memorizzazione dei classici confuciani, della filosofia e della poesia. Successivamente dichiarò di aver scritto poesie degne di nota nella sua infanzia, poi andate perdute.
Nei primi anni 730, viaggiò nella zona del Jiangsu/Zhejiang; la sua prima poesia giunta fino a noi, che descrive un agone poetico, potrebbe essere datata alla fine di questo periodo, intorno al 735. In quest'anno egli andò a Chang'an per sostenere l'esame imperiale ma fu bocciato, con sua sorpresa e di critici successivi. Secondo Hung ciò successe per via della sua prosa, in quel periodo troppo densa e oscura. Quindi egli continuò a viaggiare, intorno allo Shandong e allo Hebei.
Suo padre morì intorno al 740. Du Fu avrebbe potuto entrare in servizio come funzionario grazie al rango del padre, ma si pensa abbia rinunciato al privilegio a favore di un suo fratellastro. Trascorse i successivi quattro anni nell'area di Luoyang, adempiendo i suoi doveri negli affari domestici.
Nell'autunno del 744 incontrò Li Po per la prima volta, e divennero amici. David Young descrive questa amicizia coma "l'elemento formativo più significativo nello sviluppo artistico di Du Fu" poiché gli diede un esempio vivente della vita solitaria da poeta erudito da cui era attratto dopo il suo fallimento negli esami imperiali di reclutamento dei funzionari. Tuttavia tale amicizia era a senso unico: Du Fu era di qualche anno più giovane, mentre Li Po era già un poeta famoso. Sono giunte sino a noi dodici poesie riguardanti Li Po o dedicate a lui scritte da Du Fu, ma solo una di Li Po dedicata a Du Fu. Si incontrarono di nuovo solo una volta, nel 745.
Nel 746 si trasferì nella capitale per divenire funzionario civile. Partecipò a un secondo esame l'anno seguente, ma tutti i candidati furono bocciati dal primo ministro (probabilmente per prevenire l'emergere di possibili rivali). Non tentò mai di risostenere gli esami, piuttosto sollecitò l'imperatore nel 751, nel 754 e probabilmente ancora nel 755. Si sposò intorno al 752, e nel 757 la coppia aveva avuto cinque figli (tre maschi e due femmine), ma uno dei maschi morì nel 755. Dal 754 iniziò ad avere problemi polmonari (probabilmente asma), il primo di una serie di malanni che lo assillarono per il resto della vita. Fu in quegli anni che fu costretto a trasferire la sua famiglia a causa dei tumulti fomentati da una carestia dovuta alle devastanti inondazioni nella regione.
Nel 755 fu nominato cancelliere dell'ufficio del comandante del diritto del Palazzo del Principe della Corona. Sebbene questo fosse un impiego di basso livello, generalmente rappresentava per lo meno l'inizio di una carriera pubblica. Invece, prima che iniziasse a lavorare, la posizione fu cancellata dagli eventi.

### Guerra
La Ribellione di An Lushan iniziò nel dicembre 755 e non fu completamente sedata se non dopo otto anni. Causò enormi danni alla società cinese: il censimento del 754 registrava 52,9 milioni di persone, quello del 764 soltanto 16,9 milioni, perché le restanti erano state uccise o trasferite. In questo periodo, Du Fu condusse una vita vagabonda, non potendo stabilirsi in nessun luogo a causa delle guerre, delle carestie associate e della volontà imperiale. Questo periodo di infelicità permise però che Du Fu diventasse un poeta: Eva Shan Chou ha scritto: «Quello che egli vide attorno a lui - le vite della sua famiglia, dei suoi vicini e degli stranieri -; quello che ascoltò e quello che sperò o temette al progredire di numerose campagne di guerra -; questi divennero i temi persistenti delle sue poesie»". Anche quando apprese della morte del suo figlio più piccolo, si rivolse alle sofferenze altrui invece di soffermarsi sulle sue disgrazie. Du Fu scrisse:
Nel 756 l'imperatore Xuanzong fu costretto ad abbandonare la capitale e abdicare. Du Fu, che era stato lontano dalla città, portò la sua famiglia in un posto sicuro, in attesa di unirsi alla corte reale del nuovo imperatore, l'imperatore Suzong, ma fu catturato dai ribelli e condotto a Chang'an. In autunno nacque Du Zongwu (Piccolo Orso), l'ultimo dei suoi figli. Sembra che in questo periodo Du Fu abbia contratto la malaria.
Scappò da Chang'an l'anno successivo e gli fu assegnato il ruolo di sollecitatore quando si unì di nuovo alla corte in maggio 757. Questo posto consentiva di accedere all'Imperatore, ma era in gran parte cerimoniale. La coscienziosità di Du Fu lo costrinse a tentare di farne uso: ben presto causò guai a sé stesso per aver protestato contro la rimozione del suo amico e patrono Fang Guan sulla base di un'accusa insignificante; venne arrestato, ma fu rilasciato in giugno. Gli fu data la facoltà di recarsi in visita alla famiglia in settembre, ma si riunì presto alla corte e l'8 dicembre 757, ritornò a Chang'an con l'imperatore dopo la sua ricattura da parte delle forze governative. Tuttavia i suoi consigli continuarono a non venire apprezzati e nell'estate del 758 venne degradato alla posizione di Commissario all'Educazione a Huazhou. La posizione non gli piaceva; in un poema infatti scrisse
Si trasferì di nuovo nell'estate del 759; questo trasferimento è stato tradizionalmente attribuito alla carestia, ma Hung crede che la frustrazione sia stata la ragione più verosimile. In seguito passò circa sei settimane a Qinzhou (ora Tianshui, provincia del Gansu), dove scrisse oltre sessanta poemi.

### Chengdu
Nel dicembre del 759 stanziò brevemente a Tonggu (Gansu). Nel 24 dicembre 759 arrivò a Chengdu (provincia del Sichuan), dove fu ospitato dal prefetto locale e compagno poeta Pei Di. Du si stabilì in Sichuan per la maggior parte dei successivi cinque anni. Durante l'autunno di quegl'anni ebbe problemi economici e inviò poesie chiedendo aiuto ai vari conoscenti. Egli fu aiutato da Yen Wu, un amico ed ex collega che era stato nominato governatore generale a Chengdu. Nonostante i problemi economici, questo fu uno dei periodi più felici e pacifici della sua vita. Molte delle sue poesie di questo periodo sono pacifici ritratti della sua vita nella "capanna di paglia".
Nel 762 lasciò la città per scappare da una ribellione, ma ritornò nell'estate del 764 e fu nominato consigliere militare di Yen, che era coinvolto in campagne militari contro i tibetani.

### Ultimi anni
Luoyang, la sua regione natale, fu riacquistata dalle forze del governo nell'inverno del 762, e nella primavera del 765 Du Fu e la sua famiglia percorsero lo Yangtze, apparentemente con l'intenzione di ritornare là. Viaggiarono lentamente, bloccati dalla sua cattiva salute (oltre ai suoi precedenti disturbi questa volta vedeva poco, era sordo e aveva problemi generali legati alla vecchiaia). Rimasero a Kuizhou (ora Baidi, Chongqing) all'ingresso delle Tre Gole per quasi due anni a partire dalla tarda primavera del 766. Questo periodo fu l'ultima grande fioritura poetica di Du Fu, che scrisse quattrocento poesie nel suo stile denso e tardo.
Nell'autunno 766 Bo Maolin divenne governatore della regione: sostenne finanziariamente Du Fu e lo impiegò come suo segretario non ufficiale.
Nel marzo 768 iniziò di nuovo il suo viaggio e arrivò fino alla provincia dello Hunan, dove morì a Tanzhou (ora Changsha) nel novembre o dicembre 770, all'età di 59 anni. Sua moglie e i due figli vissero più a lungo. Il suo ultimo discendente noto, un suo pronipote, richiese un'iscrizione sulla sua tomba da Yuan Zhen nel 813.
Hung riassume la sua vita concludendo che «Egli appariva come un figlio rispettoso della pietà filiale, un padre affettuoso, un fratello generoso, un marito fedele, un amico leale, un ufficiale ubbidiente e un personaggio patriottico».

### Malattie e morte
Du Fu fu la prima persona a costituire il primo esempio storico registrato di paziente diabetico. Nei suoi ultimi anni soffrì di diabete mellito di tipo 2 e tubercolosi polmonare, e morì a bordo di una nave sullo Yangzi, a 59 anni.

## Opere
La critica delle opere di Du Fu ha sottolineato il suo forte senso storico, il suo impegno morale e il suo eccellere nella tecnica.

### Storia
Dal periodo della dinastia Song Du Fu è stato chiamato dai critici il "poeta storico". Le sue poesie più strettamente storiche sono quelle che commentano tattiche militari o i successi e fallimenti del governo, o i poemi di consigli che scrisse all'imperatore. Indirettamente, scrisse sugli effetti che provava su sé stesso dei tempi in cui viveva, e sulle persone comuni della Cina. Come nota Watson, questa è un'informazione «che si trova raramente nelle storie ufficiali compilate in quell'era».
I commenti politici di Du Fu son basati sull'emozione piuttosto che sul calcolo: le sue prescrizioni son parafrasate coll'imperativo "Siamo meno egoisti, facciamo ciò che dovremmo fare". Dato che era impossibile non essere d'accordo, il truismo espresso con forza lo collocò tra le figure centrali nella storia della poesia cinese.

### Impegno morale
Il secondo epiteto preferito dai critici cinesi è quello di shīshèng (詩聖 — poeta santo, o poeta saggio), un equivalente del saggio filosofo Confucio. Una delle sue prime opere sopravvissute La canzone dei carri  (750 circa), dà voce alle sofferenze di un soldato coscritto nell'esercito imperiale, persino prima dell'inizio della ribellione; questa poesia fa venire fuori la tensione tra il bisogno di essere accettati e il compimento dei propri doveri, e una chiara coscienza della sofferenza che tutto questo può portare. Questi temi sono continuamente articolati nelle poesie sulle vite sia dei soldati che dei civili che Du Fu ha scritto durante la sua carriera.
Sebbene i riferimenti frequenti di Du Fu alle sue difficoltà possano dare l'impressione di un consumante solipsismo, Hawkes discute sul fatto che la sua «famosa compassione infatti include sé stesso, se guardata in modo abbastanza oggettivo e quasi come un ripensamento». Egli poi «presta grandezza» al ritratto più ampio comparandolo alla «sua trivialità quasi comica».
La compassione di Du Fu, per sé stesso e per altri, era parte di un ampliamento dello scopo della poesia: dedicò molte opere ad argomenti precedentemente considerati inadatti all'arte lirica. Zhang Jie scrisse che per Du Fu "tutto ciò che sta nel mondo è poesia". Du trattò estensivamente soggetti come la vita domestica, la calligrafia, la pittura, gli animali.

### Eccellenza tecnica
Il lavoro di Du Fu è rilevante soprattutto per la sua portata. I critici cinesi usano tradizionalmente il termine 集大成 (jídàchéng - "completa sinfonia"), in riferimento alla descrizione di Mencio di Confucio. Yuan Zhen fu il primo a notare il respiro della conquista di Du Fu, scrivendo nell'813 che il suo predecessore "unì nelle sue opere caratteristiche che gli uomini precedenti avevano trattato solo singolarmente".
Aveva la padronanza di tutte le forme di poesia cinese: Chou dice che in ogni forma egli «faceva progressi notevoli o contribuiva con esempi eccezionali». Inoltre le sue poesie utilizzano un'ampia gamma di registri, da quello diretto e colloquiale a quello allusivo e letterario, cosciente del proprio sé.
Tale varietà si vede anche nelle opere singole: Owen identifica i "rapidi cambi stilistici e tematici" in poesie che consentono al poeta di rappresentare i differenti aspetti di una situazione, mentre Chou usa il termine "giustapposizione" come il maggior strumento analitico nel proprio lavoro. Du Fu si nota per aver approfondito la pittura più di ogni altro suo scrittore contemporaneo. Scrisse 18 poesie solo sulla pittura più di ogni altro poeta Tang. I suoi commenti apparentemente negativi sulle pregiate pitture di cavalli di Han Gan infiammarono una controversia che persiste ancora oggigiorno.
Il tenore delle sue opere cambiava con lo svilupparsi del suo stile e l'adattarsi alle condizioni ambientali che lo circondavano («simile al camaleonte» secondo Watson): le sue prime opere sono in uno stile cortese e relativamente derivato, ma giunse al proprio stile durante gli anni della ribellione. Owen commenta la «decisa semplicità» delle poesie Qinzhou, che rispecchia il paesaggio deserto; le opere del suo periodo a Chengdu sono «leggere, spesso finemente rispettose»; mentre le poesie del tardo periodo Kuizhou hanno «densità e potere di visione».
Sebbene scrisse in tutte le forme poetiche, Du Fu è principalmente conosciuto per i suoi lǜshī (律詩), un tipo di poesia con regole severe per la forma e il contenuto. Circa due terzi dei suoi 1500 lavori rimasti sono in questa forma, ed è generalmente considerato il suo maggiore esponente. I parallelismi tipici dello shī nelle sue poesie migliori aggiungono un contenuto espressivo invece di apparire solamente come mere restrizioni tecniche. Hawkes commenta che «È stupefacente che Tu Fu riesca ad utilizzare una forma così ampiamente stilizzata in un modo così naturale».

## Influenza
Secondo l'Encyclopaedia Britannica, le produzioni di Du Fu son considerate da molti critici letterari essere tra le maggiori di tutti i tempi, e afferma "il suo linguaggio denso e compresso fa uso di tutti i toni connotativi di una frase e di tutti i potenziali intonativi della singola parola, qualità che una traduzione non potrà mai rivelare."
Durante la sua vita, e immediatamente dopo la sua morte, Du Fu non fu molto apprezzato. In parte ciò può essere attribuito alle sue innovazioni stilistiche e formali, alcune delle quali sono ancora «considerate dai critici cinesi estremamente audaci e bizzarre». Ci furono pochi suoi riferimenti a lui coevi, ovvero undici poesie di sei scrittori che lo descrivono 
in termini di affetto, ma non come modello poetico o ideale. Inoltre, Du Fu era poco rappresentato nelle antologie poetiche di allora.
Tuttavia, come nota Hung, Du Fu «è l'unico poeta cinese con un'influenza che è cresciuta nel tempo», e nel IX secolo iniziò ad aumentare la popolarità. I primi commenti positivi provennero da Bai Juyi, che lodò i sentimenti morali di alcune opere di Du Fu (benché li trovò solo in una piccola frazione di tutte le sue poesie) e da Han Yu, che difese Du Fu e Li Bai sul piano estetico da attacchi compiuti contro di loro. Entrambi gli scrittori mostrarono l'influenza che Du Fu esercitò sulle loro opere poetiche. Dall'inizio del secolo X, Wei Zhuang costruì la prima replica della sua casa di paglia nel Sichuan.
Fu nel secolo XI, sotto i Song Settentrionali che la reputazione di Du Fu raggiunse il suo picco. In questo periodo prese luogo una rivalutazione globale dei poeti più antichi, nella quale Wang Wei, Li Bai e Du Fu iniziarono a essere ritenuti rispettivamante i filoni buddhisti, daoisti e confuciani della cultura cinese. Allo stesso tempo, lo sviluppo del neoconfucianesimo assicurò a Du Fu un posto di primaria importanza come esempio poetico.
Con il passare del tempo, le sue innovazioni cominciarono a sembrare meno radicali, e con il senno di poi si è potuto apprezzare l'aspetto storico delle sue poesie meglio di quanto avevano fatto i suoi contemporanei. La sua influenza è stata aiutata dalla sua abilità nel conciliare opposti apparenti: in politica i conservatori erano attratti dalla sua lealtà all'ordine stabilito, mentre i radicali abbracciavano il suo interesse per i poveri. In letteratura i conservatori potevano guardare alla sua abilità tecnica mentre i radicali erano ispirati dalle sue innovazioni. Dalla fondazione della Repubblica popolare cinese, la lealtà di Du Fu allo Stato e il suo interesse per i poveri sono stati interpretati come socialismo e nazionalismo embrionali, e fu encomiato per il suo impiego del cinese parlato.
La popolarità di Du Fu crebbe a un tale livello che è difficile misurare il suo grado di influenza così come quello di Shakespeare in Inghilterra: fu difficile per ogni poeta cinese "non" esserne influenzato. Mentre non ci fu mai un altro uguale a Du Fu, alcuni poeti seguirono le tradizioni di certi aspetti specifici delle sue opere: l'interesse per i poveri di Bai Juyi, il patriottismo di Lu You, e le riflessioni di Mei Yaochen sul quotidiano sono solo alcuni esempi. Più ampiamente, l'opera di trasformazione di Du Fu sullo lǜshi, da mero gioco di parole a «veicolo per una seria espressione poetica» aprì la strada ad ogni scrittore successivo in quel genere.
Al di fuori della Cina Du Fu influenzò molto la poesia giapponese, e in particolare quella di Matsuo Bashō. Nel XX secolo era il poeta preferito di Kenneth Rexroth, che lo ha descritto come «il miglior poeta non epico e non grammatico sopravvissuto di qualsiasi lingua» e commentando «mi ha reso un uomo migliore, come un agente morale e come un organismo che percepisce».

## Traduzione

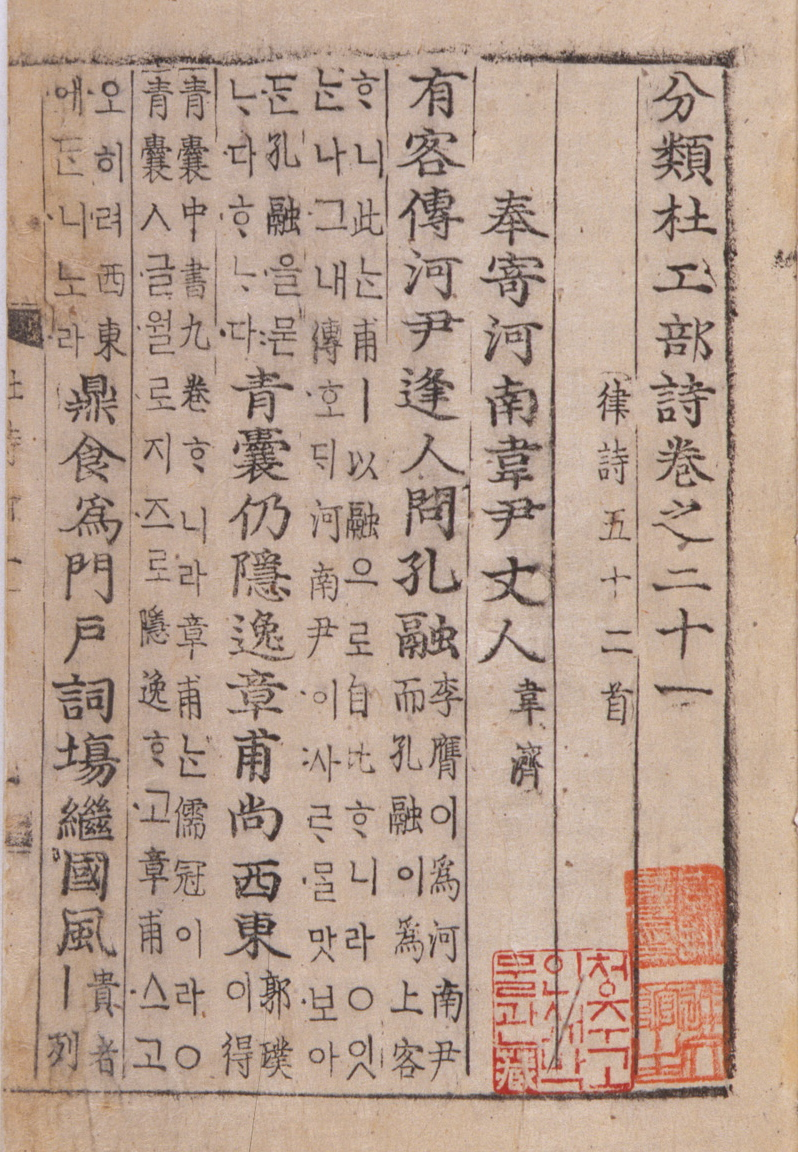
Un libro tradotto in coreano dei poemi di Du Fu, 1481

Ci sono state alcune notevoli traduzioni delle opere di Du Fu in inglese. I traduttori hanno avuto gli stessi problemi nell'esporre i limiti formali dell'originale senza farlo sembrare troppo elaborato per l'orecchio occidentale (soprattutto nella traduzione dei lǜshi), e nell'esprimere le allusioni contenute soprattutto nelle ultime opere (Hawkes scrive che «le sue poesie raramente riescono bene in traduzione» — p. ix). Un esempio estremo per ognuna di queste questioni è rappresentato da Cento poesie dal cinese di Kenneth Rexroth. Le sue sono libere traduzioni, che cercano di rivelare i parallelismi attraverso enjambement e l'espansione e contrazione del contenuto; il suo rimedio primario alle allusioni è quello di omettere dalla sua antologia gran parte delle poesie che ne contengono e in secondo luogo “tradurre” i riferimenti in quelle opere che sceglie.
Un esempio di approccio opposto è Le poesie selezionate di Du Fu di Burton Watson. Watson segue i parallelismi abbastanza alla lettera, persuadendo il lettore occidentale di adattarsi alle poesie invece del contrario. In modo simile, esprime le allusioni delle ultime opere combinando la traduzione letterale a note aggiuntive.
Le prime traduzioni italiane delle poesie di Du Fu si devono a Giorgia Valensin (1943), a Michele Leone Barbella (1987) e ad Alessandro Ramberti (2011).